# Rising Zan: The Samurai Gunman
Rising Zan: The Samurai Gunman (ライジング ザン ザ・サムライガンマン?, Raijingu Zan Za Samurai Ganman) è un videogioco d'azione del 1999 sviluppato e pubblicato da UEP System per PlayStation. Distribuito in America settentrionale ed Europa da Agetec, nel 2011 il titolo è stato reso disponibile su PlayStation Network nel mercato giapponese.